# Mohammed Dahlan
Mohammed Dahlan (àrab: محمد دحلان, Muḥammad Daḥlān), també conegut com a Abu Fadi (àrab: أبو فادي, Abū Fādī) (Khan Yunis, 29 de setembre de 1961), és un polític palestí que fou el líder de la branca juvenil del grup Al-Fatah en la Franja de Gaza.
Dahlan va néixer a un camp de refugiats a Khan Yunis i des de ben jove va destacar pel seu activisme polític, pel qual anà a presó en diverses ocasions. Va estudiar hebreu i empresarials i va casar-se amb Jaleela, amb la qual va tenir quatre fills. Després dels Acords d'Oslo va ser nomenat cap de les forces de seguretat internes a la franja de Gaza. El seu poder va augmentar força durant aquest període però el seu mandat es va veure tacat per dos escàndols: un relacionat amb presumptes tortures a membres de Hamàs i l'altre amb el desviament de fons públics cap al seu compte privat. Aquesta acusació de corrupció l'acompanyaria durant la resta de la seva carrera, car més endavant se'l va associar a inversions no declarades a Dubai.
Les seves disputes amb Iàssir Arafat, el van situar com a líder de la branca crítica de Fatah. Va instigar diversos aldarulls al carrer per fer valer les seves posicions dins del partit i va arribar a ser ministre en 2003. Després d'acabar el seu mandat, va continuar com a diputat al parlament palestí, des d'on repetidament va acusar Hamàs de boicotejar els avenços en el procés de pau. Titllava els seus membres de "lladres i botxins". Se l'acusa d'organitzar diverses accions per assassinar membres de Hamàs, sense que hi hagi proves concloents a favor o en contra. Va convèncer Estats Units per fer de mediador amb Israel i aconseguir permís per rebre armament per combatre Hamàs, a la qual també va perseguir des d'una organització paramilitar creada expressament amb aquesta missió, els membres de la qual rebien entrenament d'elit a l'estranger.
Quan Hamàs va guanyar les eleccions, Dahlan va aliar-se amb el lobby americà per derrocar-la, amb un intent fallit de cop d'estat. Aquest fracàs el va fer retirar a Cisjordània amb els seus seguidors, fet que va ser durament criticat per membres de Fatah que consideraren que abandonava els seus partidaris en moments difícils. Igualment li retreien el pacte amb els Estats Units, aliat tradicional d'Israel. Els nord-americans volien que fos el nou dirigent del govern palestí, però tenia massa detractors com per assolir el càrrec. La seva popularitat va patir una davallada quan se'l va acusar de conspirar per enverinar Arafat, segons una investigació del 2012, i de ser un agent doble israelià. Els membres de Hamàs van intentar jutjar-lo per diversos assassinats comesos des de l'estranger, sempre sense veredicte concloent. Actualment Dahlan ha aconseguit la nacionalitat sèrbia i treballa a dins i fora del seu país per influir en la política local.